# Walter Robert Fuchs
Walter Robert Fuchs (* 18. März 1937 in Princeton; † 21. Juli 1976 in München) war ein deutscher Sachbuchautor und Redakteur in der Erwachsenenbildung beim Fernsehen.

## Leben und Wirken
Fuchs wurde in Princeton geboren, wo sein Vater als Bankbeamter Einstein und andere prominente deutsche Emigranten bediente. Er ging in Memmingen zur Schule (Abitur 1956), machte eine Ausbildung als Elektriker und Feinmechaniker und arbeitete als Technischer Zeichner und am Test von Magneten, auch noch während des Studiums. Er studierte Elektrotechnik an der Technischen Hochschule München. Da ihm das zu wenig abstrakt war, wechselte er zu Physik, Mathematik und Philosophie an der Ludwig-Maximilians-Universität München. Mit einer Dissertation über Logische Probleme der klassischen und quantentheoretischen Mechanik wurde er 1961 „cum laude“ promoviert und war dann wissenschaftlicher Assistent an der Universität. Statt sich wie geplant über die Logik von Hegel zu habilitieren, wechselte er lieber in den Wissenschaftsjournalismus. 1962 wurde er Wirtschaftsredakteur beim Fernseh-Studienprogramm des Bayerischen Rundfunks. Seit 1965 leitete er die Redaktion für Naturwissenschaft und Technik und baute das „Telekolleg“ auf, dessen Leiter im Bereich Naturwissenschaften er war. Das Telekolleg sollte als eine „Schule am Bildschirm“ wirken. Fuchs war verheiratet und lebte in München. Bis zuletzt war er Leiter der Sparte außerschulischen Ausbildungsprogramm beim Bayerischen Rundfunk und Fernseh. Er starb mit nur 39 Jahren an Krebs.
Walter Robert Fuchs ist durch zahlreiche, auch international weit verbreitete Sachbücher bekannt, vor allem zu mathematisch-naturwissenschaftlichen Themen. Schon 1970 hatten seine Bücher eine Gesamtauflage von 750.000. Knaurs Buch der modernen Mathematik wurde in vierzehn Sprachen übersetzt und erlebte hohe Auflagen zu einer Zeit, als in den 1960er Jahren die Neue Mathematik propagiert wurde, die Begriffe der Mengenlehre schon in Grundschulen behandeln wollte. Dazu bestand auch bei den Eltern, die in der Regel bei den Hausaufgaben um Rat gefragt wurden, ein Bedarf an die neuen Methoden möglichst allgemeinverständlich herangeführt zu werden. Damals, Ende der 1960er und Anfang der 1970er Jahre, stieß das auf großen Widerstand, so dass die Reform schließlich wieder zurückgefahren wurde.
Fuchs, aufgrund seiner Geburt in den USA von seinen Freunden „Jimmy“ genannt, war ausgebildeter Zeichner und liefert viele der Vorlagen für die Illustrationen seiner Sachbücher selbst. In seiner Münchner Zeit spielte er Klarinette und Saxophon in verschiedenen Jazzbands. 1972 erschien seine Satire Der Hundeplanet, die das Leben von Hunden mit Menschen aus der Sicht von Hunden zum Thema hat.
Er war Mitglied im Verwaltungsrat des Deutschen Museums in München.

## Bibliographie
- Logische Untersuchungen zu Problemen der klassischen und quantentheoretischen Mechanik (Dissertation) 1961
- Knaurs Buch der modernen Mathematik. Droemer/Knaur, 1966, 1972 (auch ins Englische übersetzt: Mathematics for the modern mind, MacMillan 1967), Inhaltsverzeichnis und Geleitwort (Memento vom 14. Januar 2017 im Internet Archive).
- Knaurs Buch der modernen Physik. Droemer/Knaur 1965.
- Knaurs Buch der Denkmaschinen – Informationstheorie und Kybernetik. Knaur 1968, Inhaltsverzeichnis und Geleitwort (Memento vom 1. Januar 2017 im Internet Archive).
- Knaurs Buch der Elektronik.
- Eltern entdecken die neue Mathematik: Mengen und Zahlen. 1970. (Platz 1 der Spiegel-Bestsellerliste vom 15. bis zum 21. Juni 1970)
- Knaurs Buch vom Neuen Lernen. 1969, Inhaltsverzeichnis und Geleitwort (Memento vom 14. Januar 2017 im Internet Archive).
- Eltern entdecken die neue Logik. München/ Zürich 1971
- Und Mohammed ist ihr Prophet – die Araber und ihre Welt. 1975.
- Denkspiele vom Reißbrett – eine Einführung in die moderne Philosophie. Knaur 1972 (über analytische Philosophie).
- Bevor die Erde sich bewegte – eine Weltgeschichte der Physik. DVA 1975.
- Formel und Fantasie – eine Weltgeschichte der Mathematik. DVA 1977 (das Buch blieb unvollendet und behandelt im Wesentlichen nur das Altertum), rororo 1979.
- Leben unter fernen Sonnen? Droemer/Knaur 1973, Inhaltsverzeichnis und Einleitung (Memento vom 14. Januar 2017 im Internet Archive).
- Der Hundeplanet – eine Canedusische Denkgeschichte. Droemer/Knaur 1973.

als Herausgeber
- Lyrik unserer Jahrhundertmitte, Kösel Verlag 1965 (mit Interpretationen von Fuchs).